# Dusičnan močoviny

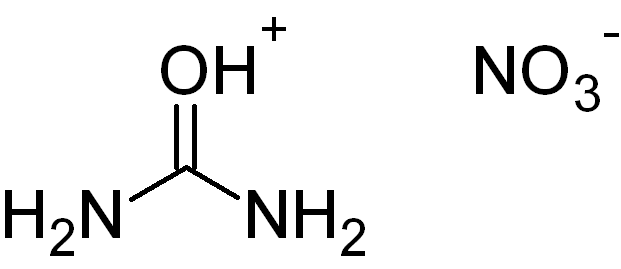
Dusičnan močoviny (NH_{2})_{2}COHNO_{3}

Dusičnan močoviny (NH2)2COHNO3 je brizantní trhavina, která bývá často používána v amatérských bombách k trhání stromů či zdí, anebo v improvizovaných výbušných zařízeních (IED), používaných při teroristických útocích v Afghánistánu, Pákistánu, Iráku a všemožně jinde po celém světě (např. při bombovém útoku na světové obchodní centrum v New Yorku r. 1993).
S detonační rychlostí 3400–4700 m/s spadá se svou destrukční silou někam mezi výbušniny na bázi více známého dusičnanu amonného. Dusičnan močoviny je možné vyrobit v jednom kroku reakcí močoviny s kyselinou dusičnou. Je to exotermická reakce, tudíž je potřeba v průběhu reakce neustále hlídat teplotu a provádět chlazení. Detonace výbušnin na bázi dusičnanu močoviny může být zahájena rozbuškou.
Je jednou z nejnebezpečnějších výbušnin, které lze snadno připravit i v domácích podmínkách. Z dusičnanu močoviny lze také snadno připravit nitromočovinu.

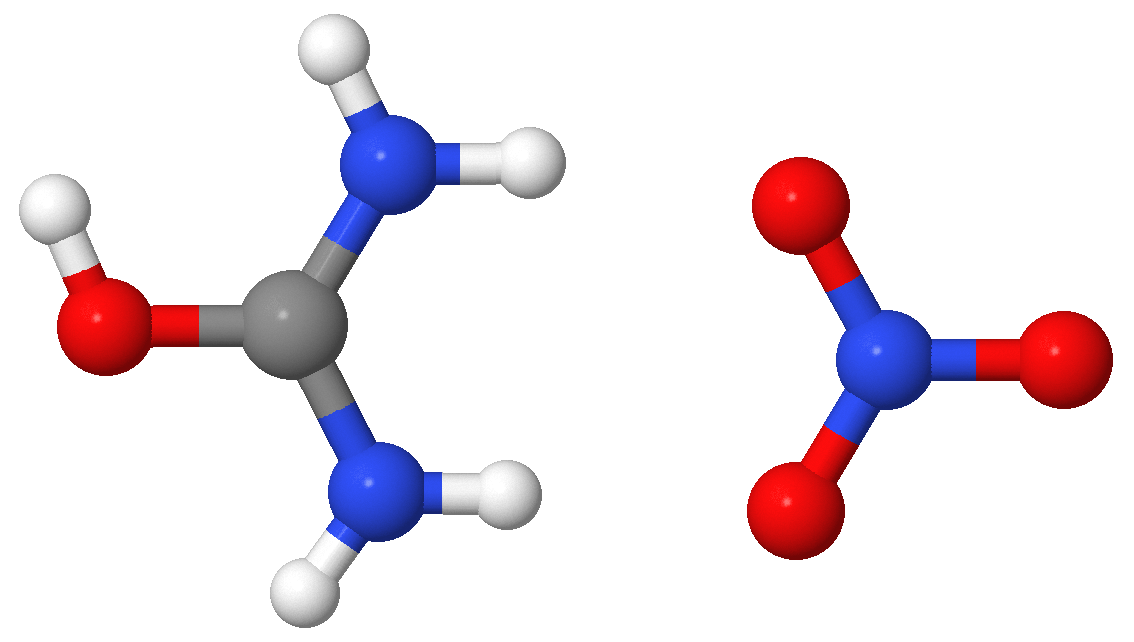
3D znázornění struktury dusičnanu močoviny

## Chemické vlastnosti
Močovina ve své struktuře obsahuje karbonylovou skupinu (>C=O). Elektronegativnější atom kyslíku přitahuje elektrony k sobě, čímž okolo sebe vytváří větší hustotu elektronů, následkem čehož získá záporný náboj. Jakmile do reakce vstoupí kyselina dusičná, ionizuje. Kationt vodíku, vzniklý ionizací kyseliny, se záporně nabitým atomem kyslíku mezi sebou vytvoří kovalentní vazbu. Elektronegativní iont NO3− je přitahován kladně nabitým atomem vodíku, vázaným v karbonylové skupině močoviny, a vytváří tak mezi sebou iontovou vazbu, čímž současně vzniká i samotný dusičnan močoviny.
(NH2)2CO + HNO3 → (NH2)2COHNO3

## Využití
Směs si získala oblibu u mnoha amatérských nadšenců výbušnin jako hlavní výbušná látka pro použití ve větších náložích. Dusičnan močoviny v těchto případech nahrazuje dusičnan amonný. Dusičnan amonný bývá dusičnanem močoviny nahrazován hlavně proto, že sehnat materiály nezbytné k jeho syntéze je daleko jednodušší, než u dusičnanu amonného, a také proto, že jeho citlivost (náchylnost ke vznícení) je lepší než u výbušnin na bázi dusičnanu amonného.

## Použití při teroristických akcích

### Bombový útok na Světové obchodní centrum

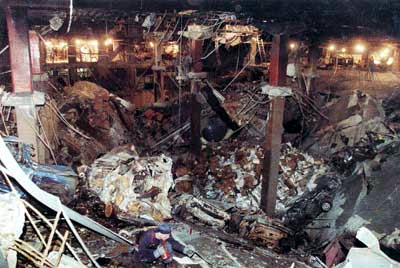
Bombový útok na Světové obchodní centrum 1993

Teroristický útok na Světové obchodní centrum (WTC) proběhl na území Spojených států amerických 26. února 1993 ve státě New York. K útoku byla použita nálož nitrátu močoviny o hmotnosti 606 kg, která byla umístěna v dodávce, zaparkované v podzemních garážích budovy. K výbuchu došlo přesně v 12:17. Útok si vyžádal celkem šest mrtvých a více než tisíc zraněných. Teroristé uvedli, že cílem útoku bylo narušení statiky budovy – k tomu však nedošlo.
Útok byl naplánován a proveden muslimskými extrémisty původem z Pákistánu. Celou akci pod vedením Ramzího Júsefa financoval Chálid Šajch Muhammad a to buď ze svých zdrojů nebo ze zdrojů Al-Káidy. Z útoku byli obviněni čtyři islámští extrémisté. Každý z nich byl odsouzen k 240 letům vězení. Skutečnost, že byla akce financována Al-Káidou nebyla nikdy doložena.

### Bombový útok v Oklahoma City
Bombový útok v Oklahoma City se odehrál 19. dubna 1995, přibližně v 9:03, na území USA, v hlavním městě státu Oklahoma. Cílem útoku byla federální budova Alfreda P. Murraha v centru města. Výsledkem bylo 168 mrtvých a 853 zraněných. Do 11. září 2001 byl útok v Oklahoma City zatím nejkrvavější teroristický útok na americké půdě.
Dle pozdějších zjištění útok spáchal 26letý Timothy James McVeigh, který ráno u severní stěny budovy zaparkoval pronajatý nákladní vůz firmy Ryder, v němž mělo být cca 2300 kg směsi, tvořené dusičnanem močoviny, nitrometanem a dieslovým palivem. Od vozu odešel a nálož dálkově odpálil.